# Lal Pur
Lal Pur är ett distrikt i Afghanistan. Det ligger i provinsen Nangarhar, i den östra delen av landet, 170 kilometer öster om huvudstaden Kabul.
Distriktet beräknades år 2022 ha cirka 24 000 invånare.